# Tanumsnäset

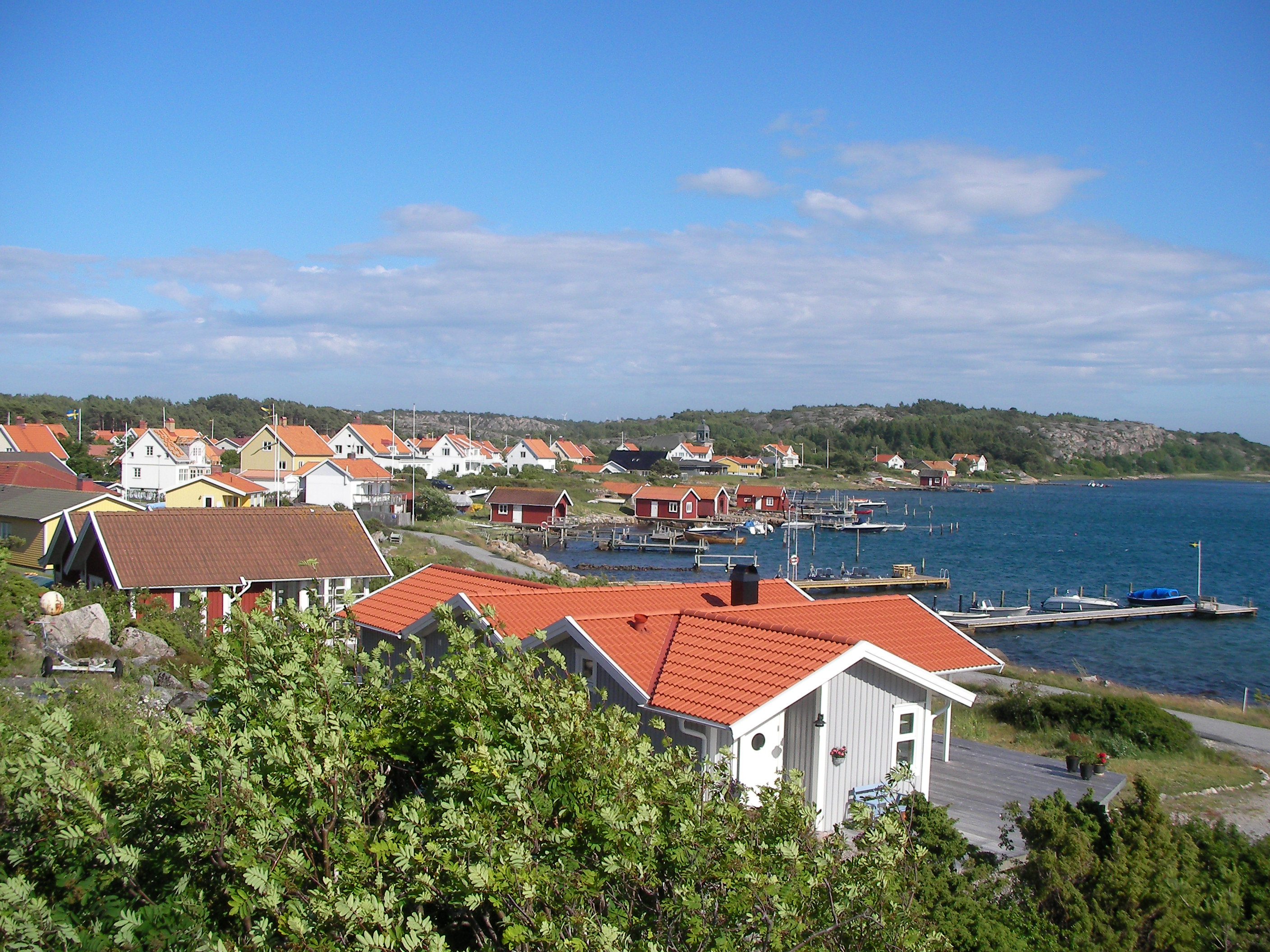
Havstenssund ligger vid den norra änden av Tanumsnäset.

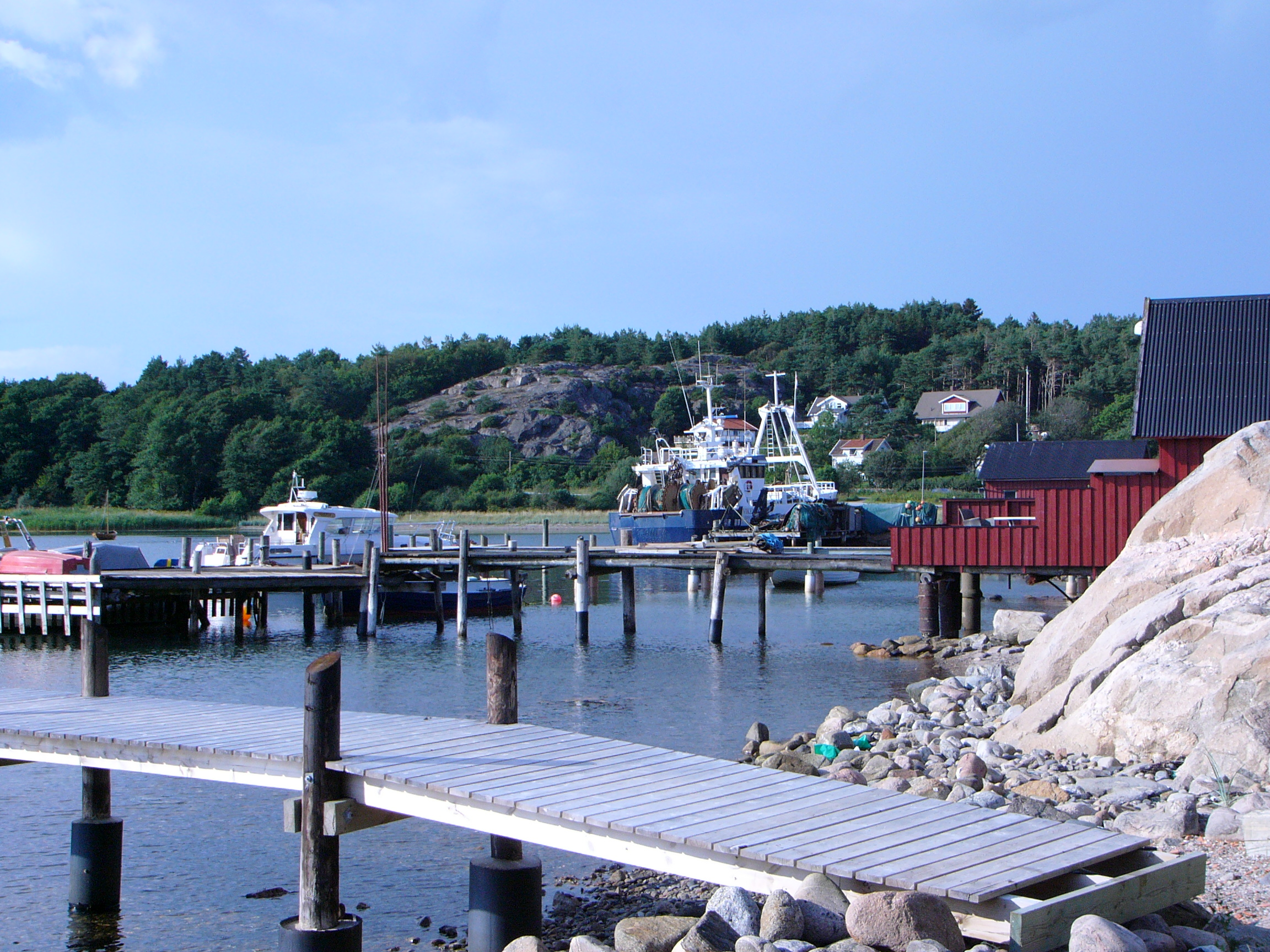
Edsvik vid Tanumsnäsets södra ände.

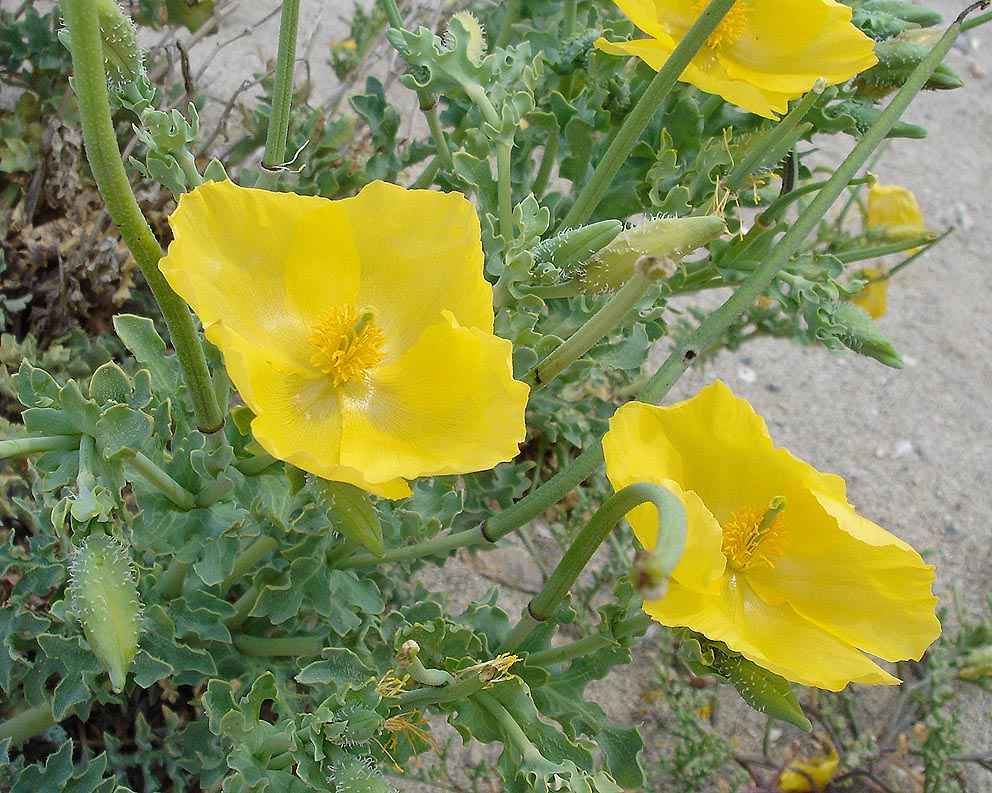
Strandvallmo växer på Tanumsnäset.

Tanumsnäset eller Havstenssundshalvön finns i Tanums kommun, Bohuslän, Västra Götalands län.  Halvön utgör det mest västliga fastlandsområdet i Tanums kommun. Den sträcker sig från Sannäsfjordens inre del och Edsviken och sträcker sig mot nordväst. I sydväst mot Väderöfjorden, vid Tjurpannan, finns ingen skyddande arkipelag, därför är kusten här kraftigt exponerad.

## Geologi
Landskapet består av bergpartier med kraftigt uppsprucken granit med mellanliggande dalar. Halvön är bildad genom inlandsisens urgröpningar i de två mest markanta spricksystemen i norra Bohuslän, det i nordnordväst-sydsydostlig riktning samt det i nord-sydlig riktning. Urgröpningarna är nu utfyllda av havet.
Längst i väster, exempelvis vid Gullbringa, finns inslag av gnejs. En rombporfyrgång, som sträcker sig från Strömstads skärgård ner mot Smögen, tvärar över halvön i nord-sydlig riktning.
Dalbottnarna består av marina avlagringar. Områden med snäckskalsgrus förekommer.

## Biologi
Stora delar av dalbottnarna är uppodlade. Vid bergsfötterna är för kusttrakten vanliga arter förekommande: vildkaprifol, hagtorn, liguster, slån, brakved, olvon och nypon. Inslaget av lövträd är stort. På många ställen förekommer rara kalkgynnade örter.
På bergshöjderna och på exponerade ställen mot Väderöfjorden finns hed- och hällmarksbiotoper dominerade av risvegetation som ljungoch odon samt enstaka enar. 
På de exponerade stränderna mot sydväst, bland annat vid Tjurpannan, kan man finna de sällsynta örterna strandvial, ostronört och strandvallmo.

## Befolkning
Troligen har området varit befolkat tidigt. I området finns flera fornborgar. Flera av gårdsnamnen innehåller delen röd (röjning) vilket antyder uppodling kring medeltidens inledning.
I nuvarande Havstenssund namnges en gård Sonaberg på slutet av 1100-talet.
En stor del av befolkningen på Tanumsnäset är idag bosatt på landsbygd. Två orter: Edsvik och Havstenssund samt de små byarna Viken och Gullbringa har mer koncentrerad befolkning.
I området finns många sommarhus samt campingplatser.